# Les Yeux de Tanatloc
Les Yeux de Tanatloc est le onzième tome de la série de bande dessinée Thorgal, dont le scénario a été écrit par Jean Van Hamme et les dessins réalisés par Grzegorz Rosiński.

## Synopsis
Les Yeux de Tanatloc est le deuxième tome du cycle commencé avec Le Pays Qâ. Thorgal et Aaricia, toujours contraints de suivre Kriss de Valnor, poursuivent leur dangereuse aventure au pays Qâ. Les Xinjins, peuple dirigé par le dieu vivant Tanatloc, les contraignent à se mettre à leur service pour mettre fin à la tyrannie d'Ogotaï, autre dieu vivant qui exerce une tyrannie sanguinaire sur la région et menace de réduire les Xinjins en esclavage. Contrairement à Ogotaï, Tanatloc fait un usage bénéfique de ses pouvoirs, mais il est mourant. Jolan se lie d'amitié avec Tanatloc, et celui-ci en révèle davantage au jeune garçon sur les pouvoirs qu'il possède et sur l'usage qu'il peut en faire. Pendant ce temps, Thorgal, Aaricia, Kriss et Tjall affrontent les périls de la jungle qui forme la seule route menant à la cité où règne Ogotaï.

## Publication
- Le Lombard, octobre 1986  (ISBN 2-8036-0576-7)
- Le Lombard, novembre 1993  (ISBN 2-8036-0576-7)
- Niffle, septembre 2017, intégrales tomes 7 à 12 en noir et blanc, 322 pages  (ISBN 978-2-87393-068-4)

## Récompenses
Les Yeux de Tanatloc reçoit en 1987 le prix Gouden Bommel du scénario au festival de Breda (aux Pays-Bas)[réf. nécessaire].